# Nart Savski
 Nart Savski  falu Horvátországban Zágráb megyében. Közigazgatásilag Rugvicához tartozik.

## Fekvése
Zágráb központjától 18 km-re délkeletre, községközpontjától 3 km-re északnyugatra, az Száva bal partján fekszik. 

## Története
A települést és plébániáját 1334-ben a zágrábi káptalan statutumában említik először. Az egyházlátogatás szerint a plébániatemplom még 1622-ben is fából volt, csak az 1746-os vizitáció említ először falazott templomot. Oltárai a 18. és 19. században készültek. A Száva kiöntései miatt 1797-ben a plébánia székhelyét a védettebb Jalševecre tették át. Ott épült fel az új plébániatemplom is, bár a plébánia névleges székhelye továbbra is Nart Savski maradt. A hagyomány úgy tartja, hogy a plébánia székhelyét eredetileg a közeli Struga Nartskára akarták helyezni, azonban éjszaka a Szűzanya képe csodálatos módon Jalševecre szállt át. Ezért az égiek akaratát tiszteletben tartva itt építették fel az új plébániatemplomot. A 16. században itt született Zágráb 59. püspöke Martin Bogdan.
1857-ben 22, 1910-ben 36 lakosa volt. Trianon előtt Zágráb vármegye Dugo Seloi járásához tartozott. Később Dugo Selo község része volt. 1993-ban az újonnan alakított Rugvica községhez csatolták. A fővároshoz való közelsége miatt az 1980-as évektől lakosságának száma intenzíven emelkedik. A betelepülés különösen a honvédő háború idején volt nagyarányú, amikor nemcsak az ország különböző vidékeiről, hanem Bosznia Hercegovinából is jelentős horvát népesség érkezett. A falunak 2001-ben már 213 lakosa volt. 

## Lakosság
| Lakosság változása | Lakosság változása | Lakosság változása | Lakosság változása | Lakosság változása | Lakosság változása | Lakosság változása | Lakosság változása | Lakosság változása | Lakosság változása | Lakosság változása | Lakosság változása | Lakosság változása | Lakosság változása | Lakosság változása |
| ------------------ | ------------------ | ------------------ | ------------------ | ------------------ | ------------------ | ------------------ | ------------------ | ------------------ | ------------------ | ------------------ | ------------------ | ------------------ | ------------------ | ------------------ |
| 1857               | 1869               | 1880               | 1890               | 1900               | 1910               | 1921               | 1931               | 1948               | 1953               | 1961               | 1971               | 1981               | 1991               | 2001               |
| 22                 | 26                 | 32                 | 36                 | 45                 | 36                 | 39                 | 40                 | 28                 | 27                 | 24                 | 23                 | 33                 | 85                 | 213                |

## Nevezetességei
A Nagyboldogasszony tiszteletére szentelt plébániatemplom 1797-ben épült Jalševecen, a plébánia névleges székhelye azonban ma is Nart Savski. Különösen becses kincse a templomnak az ún. Ergelics-oltár, melyet még 1632-ben készítettek Ergelics Ferenc zágrábi püspök részére. Pontosan kétszáz évvel később elavult alkotásként adományozta Alagovich Sándor püspök a plébániának. A  kép, mely már az új plébániatemplomba került, a dél-német barokk festészet remeke, stílusa alapján alkotója talán a stájer festőművész Georg Gündter lehetett. 

## Külső hivatkozások
Rugvica község hivatalos oldala